# Mabuya hispaniolae
Mabuya hispaniolae es una especie de escamosos de la familia Scincidae.

## Distribución geográfica
Es endémica de la República Dominicana.

## Estado de conservación
Se encuentra amenazada por la pérdida de su hábitat natural.